# Voormezele
Voormezele is een dorp in de Belgische provincie West-Vlaanderen en een deelgemeente van de stad Ieper, het was een zelfstandige gemeente tot aan de gemeentelijke herindeling van 1971. Het dorp is vooral bekend door zijn jaarlijkse Heilige Bloedprocessie. De plaatselijke uitspraak van de naam is Vormezeele. In het dorp ligt ook het gehucht Sint-Elooi.

## Geschiedenis
Reeds in 774 werd de parochie vermeld onder de 800 parochies van het bisdom Terwaan (Terenburg). In 1559 kwam Voormezele onder het bisdom Ieper, in 1801 onder bisdom Gent en sedert 1834 onder het bisdom Brugge.
Voormezele werd voor het eerst vermeld in 961 als Formesela, samengesteld uit de persoonsnaam Frumo en sele dat woonplaats betekent. Het was een heerlijkheid die een leen was van de zaal van Ieper. In 1068 werd een kapittel van wereldlijke kanunniken gesticht, dat in 1100 zou uitgroeien tot een Augustijnenabdij. In 1566 werden de abdijgebouwen door de beeldenstormers verwoest, daarna hersteld, maar in 1794 door de Fransen opgeheven en verwoest. Van 1807-1811 werd op de plaats van de abdijkerk een nieuwe parochiekerk gebouwd, de Onze-Lieve-Vrouwekerk.
In 1914 werd het dorp volledig verwoest. Diverse oorlogsbegraafplaatsen, bunkers en andere overblijfselen getuigen nog van deze tijd. Na de oorlog werd het dorp herbouwd, grotendeels volgens hetzelfde patroon.
Tijdens de opgravingen van 1989 tot 1991 vond men grondvesten van de verwoeste abdij terug. Deze vondsten leidden tot de reconstructie van de bouwplannen van de augustijnenabdij gespreid over vier bouwfasen.

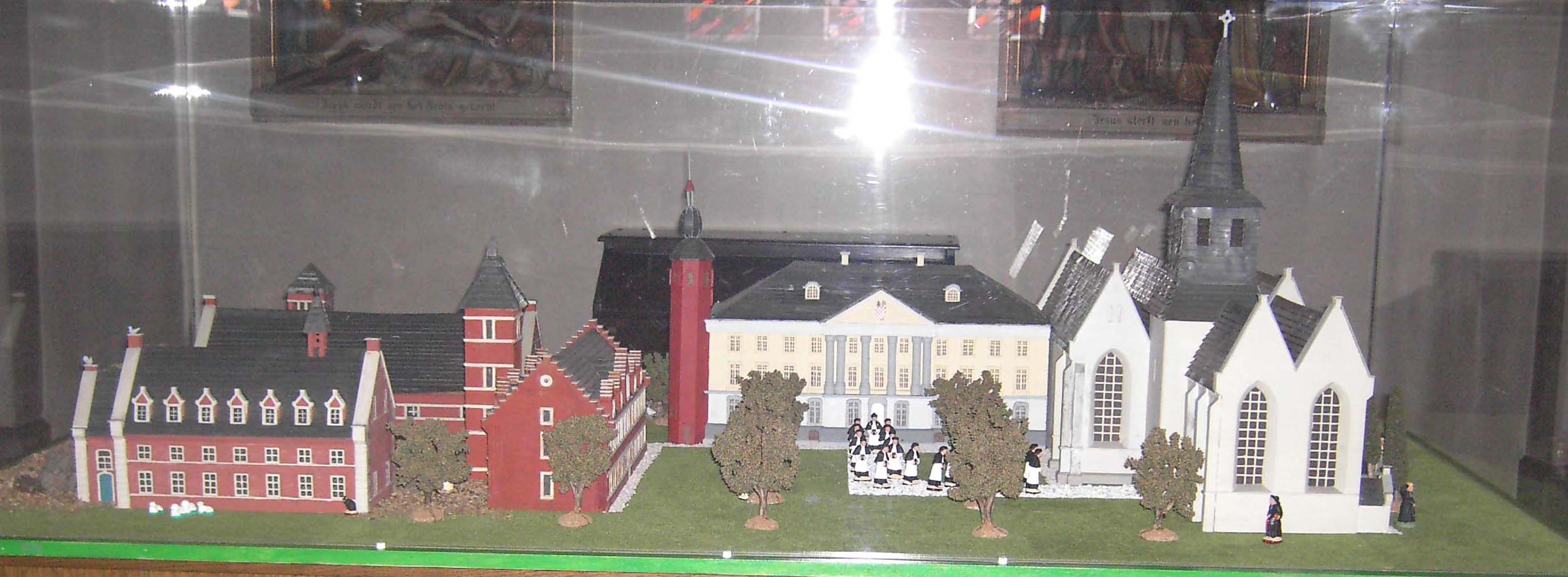
Maquette van de voormalige abdij (1068-1794) in Voormezele

Van 1971 tot 1977 was Voormezele een deelgemeente van Zillebeke.

## Demografische ontwikkeling
- Bronnen:NIS, Opm:1831 tot en met 1970=volkstellingen

## Bezienswaardigheden
- De Onze-Lieve-Vrouwkerk
- Op het grondgebied van het dorp liggen zes Britse militaire begraafplaatsen met gesneuvelden uit de Eerste Wereldoorlog.
  - Bus House Cemetery
  - Elzenwalle Brasserie Cemetery
  - Oak Dump Cemetery
  - Ridge Wood Military Cemetery
  - Voormezeele Enclosures No.1 and No.2
  - Voormezeele Enclosure No.3
  - Op het Kerkhof van Voormezele ligt 1 Britse officier (Edwin Winwood Robinson) uit de Eerste Wereldoorlog. Hij sneuvelde op 25 oktober 1914 in de leeftijd van 26 jaar. Omdat zijn graf niet meer teruggevonden werd wordt hij herdacht met een Special Memorial.[1] Dit graf staat bij de CWGC geregistreerd als Voormezele Churchyard[2] en wordt ook door hen onderhouden.
- Het Elzenwallekasteel. Vóór de verwoesting van de Eerste Wereldoorlog telde het dorp vier mooie en rijke kastelen. Enkel het Elzenwallekasteel werd heropgebouwd.

## Natuur en landschap
Voormezele ligt in Zandlemig Vlaanderen, op een hoogte van 22 tot 58 meter. De Diependalebeek en de Wijtschatebeek komen er samen om de Bollaertbeek te vormen. Ten oosten van de kom ligt het domein Palingbeek.

## Heilige Bloedprocessie

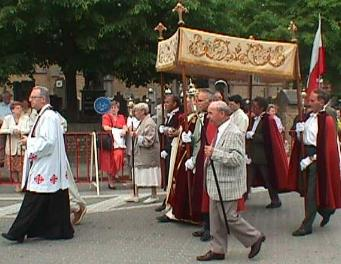
Foto heilige bloedprocessie

Traditiegetrouw en dit sinds jaren trekt op de eerste zondag na Pinksteren de Heilige Bloedprocessie rond in het dorp.
De Heilige Bloedprocessie herdenkt de overdracht van de relikwie van het Heilige Bloed vanuit Rome. Tijdens de huidige processie zien de toeschouwers een voorstelling van de historische feiten en achtergrond. Zo is er bijvoorbeeld Karel de Goede, die de beschermheer ervan was en die de relikwie overbracht. Daarna bestaat de stoet vooral uit godsdienstige groepen met beelden uit het Oude Testament. Het wordt gevolgd door het Nieuwe Testament tot en met de dood en herrijzenis van Christus. Dit alles bouwt naar de climax, namelijk de verheerlijking van het bloed van de Heer.

## Trivia
De oudst bekende volksnaam voor Voormezele is deze van 'papeters' of 'paptelen'. Dit is waarschijnlijk toe te schrijven aan de ligging van de dorpskom in de laagte tussen de grote rijkswegen.

## Bekende inwoners
- Paul Breyne, voormalige gouverneur van West-Vlaanderen

## Nabijgelegen kernen
Ieper, Vlamertinge, Dikkebus, Kemmel, Wijtschate, Waasten